# Diploderma zhaoermii
Diploderma zhaoermii — вид ігуаноподібних ящірок родини агамових (Agamidae). Ендемік Китаю. Вид названий на честь китайського герпетолога Чжао Ермі.

## Поширення і екологія
Diploderma zhaoermii відомі з типової місцевості, розташованої в басейні річки Міньцзян, на території повіту Веньчуань у Нгава-Тибетсько-Цянській автономній префектурі в провінції Сичуань. Вони живуть на сухих, кам'янистих схилах, в чагарникових заростях та в тріщинах серед скель. Зустрічаються на висоті від 1200 до 1600 м над рівнем моря. Відкладають яйця.